# Fa’side Castle
Fa’side Castle, auch Fawside, Falside, Ffauside, Fauxside oder Fawsyde, ist eine Burg, etwa 3 km südwestlich von Tranent und etwa 3 km südöstlich von Musselburgh in der schottischen Council Area East Lothian. Das Gebäude aus dem 15. Jahrhundert wurde in den 1980er-Jahren restauriert und Historic Scotland hat es als historisches Bauwerk der Kategorie B gelistet.

## Geschichte
Der Name stammt von 1189, als die Mönche von Newbattle Abbey das Gelände an Saer de Quincy, 1. Earl of Winchester, vergaben, damit dieser darauf eine Burg bauen sollte. Das Anwesen war in Besitz von Alan la Zouche, 1. Baron la Zouche of Ashby, dem Schwiegersohn von Roger de Quincy, 2. Earl of Winchester, als es 1288 von Sir William Douglas belagert wurde. Nachdem die Familie Quincy ihre Loyalität zu König Eduard I. von England erklärt hatten, verloren sie das Anwesen an König Robert the Bruce. Robert the Bruce verlehnte es an die Familie Seton.
Die Fawsydes erwarben 1371 von den Setons Land in der Gegend. Die ältesten Teile des heutigen Gebäudes ließen die Fawsydes im 15. Jahrhundert errichten.
Vor der Schlacht bei Pinkie Cleugh, die am 10. September 1547 in der Nähe von Fa’side Castle stattfand, wurde die Burg niedergebrannt und alle, die sich noch in dem Gebäude befanden, verbrannten oder erstickten. Maria Stuart verließ Fa’side Castle am Morgen des 15. Juni 1567 und begab sich zur Schlacht von Carberry Hill. Sie hatte vorher einen kurzen Rock angezogen und ihre feinen Kleider in einer Truhe zurückgelassen.
Ende des 16. Jahrhunderts wurde die Burg wieder aufgebaut und nach Süden erweitert. Die Fawsydes verkauften sie 1631 an einen Bürger von Edinburgh und Kaufmann namens Hamilton. Im 19. Jahrhundert war Fa’side Castle zu einer Ruine verfallen und sollte in den 1970er-Jahren vollständig abgerissen werden. Aber es wurde von Thomas Moodie Craig gekauft. Der Schriftsteller und Geschichtswissenschaftler Nigel Tranter hatte 1970 mithilfe der St Andrews Society of East Lothian die Fa’side Restoration Society gegründet, die 1975 Craig auf die Kaufidee brachte. Eine Untersuchung ergab, dass der ursprüngliche Name der Burg Fawside Castle war. Die Restaurierungsarbeiten begannen 1976 und wurden 1982 abgeschlossen.
Heute ist die Burg nach wie vor in privater Hand. Auf dem Anwesen finden sich auch eine Pferdezucht und eine Pension.

## Beschreibung

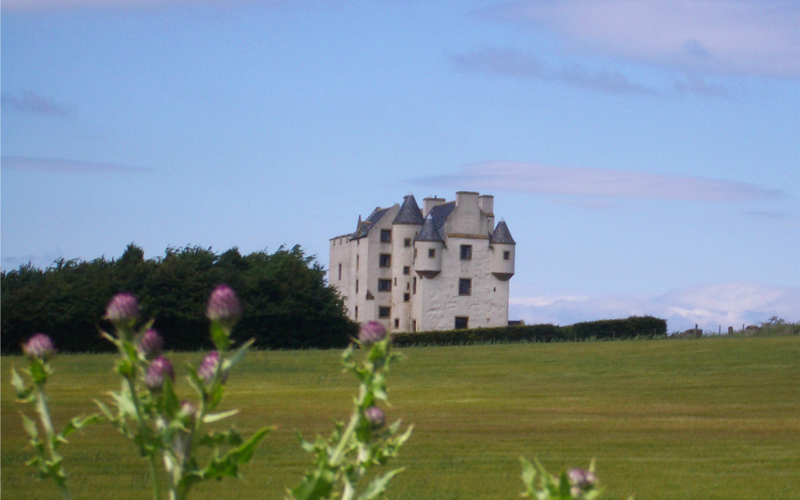
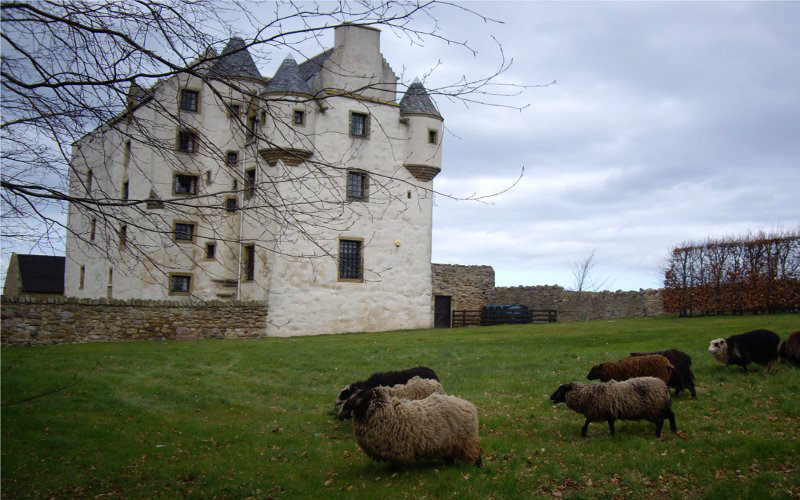
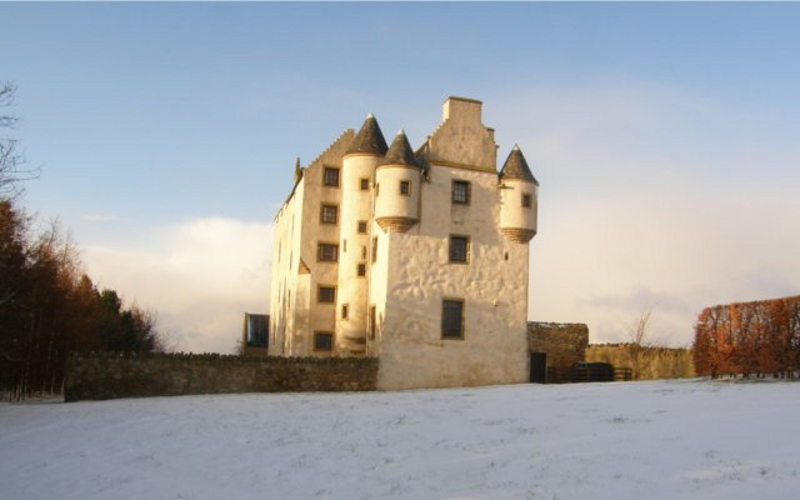

Fa’side Castle hat einen L-förmigen Grundriss. Es besteht aus einem vierstöckigen Donjon aus dem 15. Jahrhundert und einem später angebauten, mit Tourellen versehenen Block. Das Erdgeschoss hat eine Gewölbedecke. Die Burg steht auf einer hohen Hügelkette, von der man gut die Landschaft von East Lothian und den Firth of Forth überblicken kann.